# Money (canción de Cardi B)
«Money» —en español: «Dinero»—, es una canción de la rapera estadounidense Cardi B, lanzada como sencillo el 23 de octubre de 2018 bajo el sello de Atlantic Records. Fue escrita por la intérprete junto a J. White, quien también la produjo, siendo su tercera colaboración en ser lanzada como sencillo, tras «Bodak Yellow» y «I Like It». Su letra habla sobra la estabilidad económica y la opulencia.
La canción tuvo buena recepción comercial, especialmente en los Estados Unidos, donde alcanzó el puesto 13 del Billboard Hot 100 y fue certificada con cuatro discos de platino por vender cuatro millones de unidades en el país. Para su promoción, Cardi lanzó un videoclip dirigido por Jora Frantzis el 21 de diciembre de 2018, el cual fue nominado a los BET Awards como Vídeo del Año y ganó en los MTV Video Music Awards como Mejor Vídeo Hip Hop. Por otra parte, también la cantó durante la entrega de los premios Grammy celebrada en 2019.

## Composición y lanzamiento
«Money» es una canción hip hop con elementos del trap, escrita por Cardi en conjunto con J. White, quien también la produjo. Tiene una duración de 3 minutos con 3 segundos, y su letra habla principalmente sobre la estabilidad económica y la opulencia. Inicialmente, se pretendía que la canción fuera publicada el 25 de octubre de 2018, pero a causa de las numerosas filtraciones a través de Internet, el lanzamiento debió ser adelantado al 23 del mismo mes. Al respecto, Cardi culpó a los seguidores de la rapera Nicki Minaj por tal acontecimiento.

## Recibimiento comercial
En general, «Money» solo tuvo éxito comercial dentro de la angloesfera. En los Estados Unidos, alcanzó el puesto 13 del Billboard Hot 100, siendo la décima canción de la artista en ingresar a los veinte primeros. Con ello, ubicó las posiciones 6 y 7 de los listados Hot Rap Songs y Hot R&B/Hip-Hop Songs, respectivamente. También llegó a la casilla 12 del Radio Songs, y a la 2 dentro del formato Rhythmic. Además de ello, llegó al puesto 5 del Digital Songs y 8 del Streaming Songs. «Money» fue certificada con cuatro discos de platino por parte de la Recording Industry Association of America (RIAA) por superar las tres millones de unidades vendidas en los Estados Unidos. Por otra parte, en Canadá, alcanzó el puesto 30 del Canadian Hot 100 y fue certificada con disco de platino por 80 mil unidades. En el Reino Unido, ubicó la posición 35 del UK Singles Chart y obtuvo un disco de plata por 200 mil unidades. En Australia, Irlanda y Nueva Zelanda, llegó hasta los puestos 65, 35 y 36, respectivamente.

## Promoción
Para promocionar la canción, fue grabado un videoclip dirigido por Jora Frantzis, el cual se lanzó oficialmente el 21 de diciembre de 2018. En el mismo, Cardi utiliza una serie de trajes inspirados por la sesión de fotos de Mugler para la revista Playboy en 1999, así como el atuendo usado por Lil' Kim en los MTV Video Music Awards de 1997. El vídeo tuvo buenos comentarios por parte de la prensa, que alabaron la influencia de la moda y la actitud de Cardi. Durante los BET Awards de 2019, recibió la nominación a Vídeo del Año, mientras que en los MTV Video Music Awards del del mismo año ganó como Mejor Vídeo Hip Hop.
Cardi interpretó la canción en vivo por primera vez el 10 de febrero de 2019 en la sexagésima primera entrega de los premios Grammy. La pianista estadounidense Chloe Flower tuvo una participación especial, tocando un solo de piano para introducir la entrada de Cardi. Durante la presentación, la rapera simuló un espectáculo de estilo burlesque usando un traje diseñado por Mugler en 1995. Numerosos críticos dieron comentarios positivos sobre la actuación, destacando principalmente la energía de Cardi y el número de baile.

## Posicionamiento en listas

### Semanales
| Australia      | Australian Singles Chart | 65 |
| Canadá         | Canadian Hot 100         | 30 |
| Eslovaquia     | Singles Digitál Top 100  | 76 |
| Estados Unidos | Billboard Hot 100        | 13 |
| Estados Unidos | Digital Songs            | 5  |
| Estados Unidos | Radio Songs              | 12 |
| Estados Unidos | Streaming Songs          | 8  |
| Estados Unidos | Hot Rap Songs            | 6  |
| Estados Unidos | Hot R&B/Hip-Hop Songs    | 7  |
| Estados Unidos | Rhythmic                 | 2  |
| Irlanda        | Irish Singles Chart      | 35 |
| Nueva Zelanda  | NZ Top 40 Singles Chart  | 36 |
| Reino Unido    | UK Singles Chart         | 35 |

### Anuales
| Canadá         | Canadian Hot 100      | 19 |
| Estados Unidos | Billboard Hot 100     | 38 |
| Estados Unidos | Digital Songs         | 43 |
| Estados Unidos | Radio Songs           | 51 |
| Estados Unidos | Streaming Songs       | 37 |
| Estados Unidos | Hot Rap Songs         | 8  |
| Estados Unidos | Hot R&B/Hip-Hop Songs | 18 |
| Estados Unidos | Rhythmic              | 22 |

### Certificaciones
| País           | Organismo certificador | Certificación | Ventas certificadas | Ref.   |
| -------------- | ---------------------- | ------------- | ------------------- | ------ |
| Canadá         | CRIA                   | Platino       | 80 000              | [ 9 ]  |
| Estados Unidos | RIAA                   | 4× Platino    | 4 000               | [ 4 ]  |
| Reino Unido    | BPI                    | Plata         | 200 000             | [ 11 ] |

## Premios y nominaciones
| Año  | Premiación                        | Categoría                     | Resultado | Ref.   |
| ---- | --------------------------------- | ----------------------------- | --------- | ------ |
| 2019 | BET Awards                        | Vídeo del Año                 | Nominado  | [ 6 ]  |
| 2019 | BET Hip Hop Awards                | Mejor Vídeo Hip Hop           | Ganador   | [ 17 ] |
| 2019 | BET Hip Hop Awards                | Mejor Sencillo                | Nominado  | [ 17 ] |
| 2019 | MTV Video Music Awards            | Mejor Vídeo Hip Hop           | Ganador   | [ 7 ]  |
| 2019 | Soul Train Music Awards           | Mejor Canción Hip Hop del Año | Ganador   | [ 18 ] |
| 2020 | ASCAP Rhythmn & Soul Music Awards | Reconocimiento especial       | Ganador   | [ 19 ] |
| 2020 | iHeartRadio Music Awards          | Canción Hip Hop del Año       | Nominado  | [ 20 ] |